# イーユン・リー
イーユン・リー（中国語: 李翊云、英語: Yiyun Li、1972年11月4日 - ）は、中国系アメリカ人の作家。

## 人物
北京で核物理学者の父親と教師の母親のもとに生まれた。文化大革命や天安門事件の影響を受けながら北京で育ち、北京大学卒業後に渡米する。アイオワ大学大学院で免疫学の修士号を取得した後、本格的に作家を志し、同大学院創作科で修士号を取得。彼女は自身を、中国にとってもアメリカにとっても、アウトサイダーであると位置づける。
彼女は文化大革命や天安門事件を経験したが、興味の対象は自らの経験に回収されうるものというより、「アウトサイダー」という存在の在り方であり、それが彼女の作品に深く影響を与えている。
彼女は母国語の中国語ではなく英語で全ての作品を描き上げており、「英語モノリンガル」作家である。実際に中国の出版社から中国語に翻訳出版する話が来たが、中国に自身の作品を読まれる準備ができていない、中国も自身の作品を読む準備ができていないという理由で断っている。
しかしながら作品の舞台の殆どは中国である。「ニューヨークタイムズ」に彼女の短編小説を最初に掲載したブリジッド・ヒューズは次のように述べている。
「彼女は自分自身の言語によって一個人として定義されることにこだわっていて、社会や歴史、彼女の母国語によってでさえ判断されるのが嫌だと考えている」
彼女は中国を舞台にしているが、それが現実を強く反映したリアルな中国であるかどうかに重きを置いてはいない。彼女は対談にて「作家は、自身が感じていることを書きます。リアルな中国かどうかという問題ではなく、これが私の中国である、私が知っている中国であるという風に。私は状況は変わっていくが人は変わらないと考えています。そして、感情が理解出来るということは、その状況も理解できるということだと思います」と述べている。
リーの頭の中では小説同士が語り合っており、それと同時に、彼女の文章は音楽と語り合っている。例えば「優しさ」はマーラーの交響曲第一番を聴きながら書いたとのこと。他にはピョートル・チャイコフスキーやヨハネス・ブラームスもよく聞く。しかし、意外にも短編集『千年の祈り』を書いていた頃はU2を聞いていた。
デビュー作は『千年の祈り』に所収された「不滅」であり、共同体そのものを主人公とする斬新さが評価された。2005年には短編集『千年の祈り』でフランク・オコナー国際短編賞、PEN/ヘミングウェイ賞、ガーディアン新人賞などを受賞。現在は同じく中国から移住した夫との間に男の子が二人おり、ともにカリフォルニア州オークランドに暮らす。米国の永住権（グリーンカード）を取得した（07年）。さらに2012年にはアメリカ国籍を取得。文学賞の選考委員を2010年のO・ヘンリー賞、2011年の全米図書賞、2013年の国際ブッカー賞で務めている。また、文芸誌『ア・パブリック・スペース』の編集に参加、カリフォルニア大学デービス校で創作を教えながら執筆を続けている。2019年春に『理由のない場所』を発表。。

### 孤独について
鬱病を患い自殺未遂、入院を繰り返し経験したリー。彼女の作品、インタビュー、エッセイでは度々孤独について触れている。
- 無口でいるときは、隠し事をするときほど孤独を感じなくてすむ。でも他者を遠ざけ、その価値を否定してしまう[12]。
- 「一般的な意味で、私は基本的には自分を孤独な人間だと思っています。孤独というのは、常に、一人でいることを自分で選び取るものです。「寂しい」と思うことはありますが、それは感情です。孤独（ソリチュード）と寂しさ（ロンリネス）は全く別物です。私がもっとも寂しさを感じていたのは、中国の北京に住んでいた時です。大都会ですから、どこを見てもどこにでも人がいた。もちろん中国にはプライバシーというコンセプトがありませんから、プライベートなスペースでもない。でも、あの時が一番寂しかったと思います。アメリカに行ってからは、一転、常に自分のスペースがありました。そのことで孤独を好きになりました。孤独を楽しんでいるのです。でも寂しさは楽しめるものではありません」 [13]
- 「中国における孤独感は、親密になろうとしすぎるにもかかわらず、それほどには信頼が置けない人々から来ている部分もあり…（また）近年の歴史が絶えず書き換えられたり修正されたりしているという事実によって、個人的な記憶ともども集合的な記憶まで、人々の記憶が拭い去られてしまうことも関係があるように思います」 [14]

## 受賞歴
以下、wikidataによる 。
- マッカーサー・フェロー賞（MacArthur Fellows Program）
- ヘミングウェイ賞（Hemingway Foundation/PEN Award） - 2006
- ガーディアン新人賞（Guardian First Book Award）
- アジア系アメリカ人文学賞（Asian American Literary Awards） - 2011
- オー・ヘンリー賞（O. Henry Award） - 2012

## 物語のインターテクスト性
『黄金の少年、エメラルドの少女』のインタビューにおいて、彼女は次のように述べた。
またリーは別のインタビューでは次のように述べた。

## 年譜
| 1972年 | 北京で研究者の父親と教師の母親のもとに生まれる。                                |
| 1989年 | 天安門事件（当時17歳）を体験。                                                  |
| 1990年 | 天安門事件の余波により一年間軍に入隊させられる。                                |
| 1996年 | 北京大学卒業。                                                                  |
| 1996年 | 渡米し、アイオワ大学の免疫学の修士課程に進む。                                  |
| 2000年 | 作家になりたいと気づき、マクファーソンの創作講座を受講する。                    |
| 2005年 | 短編集『千年の祈り』でフランク・オコナー国際短編集、PEN /ヘミングウェイ賞他受賞 |
| 2009年 | 『さすらう者たち』を発表 長編小説                                               |
| 2010年 | 『黄金の少年、エメラルドの少女』を発表 長編小説                                 |
| 2011年 | 『The Story of Gilgamesh』を発表 (イタリア語翻訳版、2016年に原書英語版) 絵本    |
| 2014年 | 『独りでいるより優しくて』を発表 長編小説                                       |
| 2019年 | 『理由のない場所』を発表 長編小説                                               |

- 『千年の祈り』=『A thousand years of good prayers 』
- 『さすらうものたち』=『The vagrants』
- 『黄金の少年、エメラルドの少女』=『Gold boy, Emerald girl』
- 『独りでいるより優しくて』=『Kinder than solitude』
- 『理由のない場所』= 『Where reasons end』

## 日本語訳作品

### 単行本
- 『千年の祈り』篠森ゆりこ訳 新潮社 新潮クレスト・ブックス 2007年
- 『さすらう者たち』篠森ゆりこ訳 河出書房新社 2020年/ 河出文庫 2016年9月
- 『黄金の少年、エメラルドの少女』篠森ゆりこ訳 河出書房新社 2012年 / 河出文庫 2016年2月
- 『独りでいるより優しくて』篠森ゆりこ訳 河出書房新社 2015年
- 『理由のない場所』篠森ゆりこ訳 河出書房新社 2020年5月

### アンソロジー収録
- 「あまりもの」(篠森ゆりこ訳) - 『新潮クレスト・ブックス 短篇小説ベスト・コレクション 記憶に残っていること』堀江敏幸編（新潮社、2008年8月）
- 「柿」(田畑あや子訳) - 『アメリカ新進作家傑作選 2007』（DHC、2008年12月）
- 「おとぎ話はいつも幸せな結末をくれる」(浅尾敦則訳) - 『この星の忘れられない本屋の話』（ヘンリー・ヒッチングズ編、ポプラ社、2017年12月）

### 雑誌掲載
小説
- 「夢から夢へ」(篠森ゆりこ訳) - 『GRANTA JAPAN with 早稲田文学 03』（早川書房、2016年2月）
- 「食う男」(篠森ゆりこ訳) - 『文藝』2020年春季号（河出書房新社）

エッセイ
- 「友よ、私の人生から、あなたの人生を生きるあなたに書き送ります」(篠森ゆりこ訳) - 『文藝』2017年冬季号（河出書房新社）
- 「源氏の夢をさがしてみたら」(篠森ゆりこ訳) - 『文藝』2020年夏季号（河出書房新社）